# 加茂川 (神奈川県)
加茂川（かもがわ）は、神奈川県秦野市を流れる金目川水系の川の一つである。

## 地理
神奈川県秦野市名古木（ながぬき）に源を発する。弘法山西縁に沿って流れ、金目川の弘法橋付近で、金目川に合流する。

## 周辺
- 加茂神社
- 弘法山公園
- 神奈川県内広域水道企業団秦野サイフォン・下口接合井